# Ilikok Island
Ilikok Island är en ö i Kanada.   Den ligger i territoriet Nunavut, i den östra delen av landet, 2 300 km norr om huvudstaden Ottawa. Arean är 30 kvadratkilometer.
Terrängen på Ilikok Island är lite kuperad. Öns högsta punkt är 225 meter över havet. Den sträcker sig 8,6 kilometer i nord-sydlig riktning, och 6,8 kilometer i öst-västlig riktning.